# Elecciones generales de Artsaj de 2020
Las elecciones generales se celebraron en la República de Artsaj el 31 de marzo de 2020, con una segunda vuelta de las elecciones presidenciales el 14 de abril. Los votantes eligieron al Presidente ya 33 miembros de la Asamblea Nacional. Fue la primera vez que el presidente y la Asamblea Nacional fueron elegidos al mismo tiempo.
La Alianza Patria Libre - UCA, Patria Unida, Justicia, ARF y el Partido Demócrata obtuvieron escaños en la Asamblea Nacional. Ningún partido ganó la mayoría de los escaños, lo que significa que es probable que las conversaciones de coalición se lleven a cabo dentro de los partidos.
El candidato presidencial Arayik Harutyunián quedó primero en la primera vuelta de las elecciones presidenciales. El 14 de abril de 2020 se llevó a cabo una segunda vuelta entre él y el actual ministro de Relaciones Exteriores, Masis Mayilyan. Sin embargo, Masis Mayilyan hizo un anuncio instando a la gente de Artsakh a no participar en la segunda vuelta de las elecciones para evitar la propagación de COVID-19. Como resultado, la mayoría de los votantes de Mayilyan en la primera vuelta no votaron y la participación en la segunda vuelta disminuyó casi un 30%. Sin embargo, la mayoría de los votantes de Harutyunyan regresaron a las urnas para la segunda vuelta, a pesar del llamado a evitar la propagación de la COVID-19, lo que le dio un amplio margen de victoria en la segunda vuelta.

## Antecedentes
Las elecciones presidenciales estaban inicialmente programadas para celebrarse por voto popular en 2017, cinco años después de las elecciones de 2012. Sin embargo, después de un referéndum constitucional en 2017, el país pasó de un sistema semipresidencialista a un sistema presidencial. Como resultado, en las elecciones presidenciales de 2017, la Asamblea Nacional reeligió a Bako Sahakyan como presidente por los próximos tres años hasta las elecciones generales. El actual presidente Bako Sahakyan declaró que no se presentaría a las elecciones.

## Sistema electoral
El presidente de Artsaj es elegido mediante el sistema de dos vueltas. Si un candidato obtiene más del 50% de la votación total, se le declara electo. Si ningún candidato alcanza el umbral del 50%, se lleva a cabo una segunda ronda de votación. En la segunda vuelta sólo podrán participar los dos candidatos más populares de la primera vuelta. El ganador de la segunda ronda es elegido presidente de Artsaj.
Los miembros de la Asamblea Nacional serán elegidos por representación proporcional, con entre 27 y 33 diputados; el número será definido por el Código Electoral.

## Candidatos presidenciales
- Arayik Harutyunián, asesor presidencial, ex primer ministro y ministro de Estado.[9]
- Masis Mayilyan, titular de Relaciones Exteriores;[10] oficialmente un candidato independiente pero apoyado por la Nueva Alianza de Artsaj[11] y respaldado por el partido de la Patria Unida de Samvel Babayan y por el Poderoso Partido de la Patria Unida[12]
- Vitali Balasanyan, exsecretario del Consejo de Seguridad Nacional de Artsaj[13]
- Ashot Ghulian, presidente titular de la Asamblea Nacional de Artsaj, líder del Partido Democrático de Artsaj

## Conducta
140 observadores internacionales de 38 países se registraron en la Comisión Electoral Central para monitorear las elecciones. En el momento de las elecciones, la frontera de Artsaj con Armenia estaba cerrada a los viajes no esenciales debido a la pandemia del coronavirus. Sin embargo, a los observadores internacionales se les otorgó una excepción siempre que primero den negativo en la prueba de COVID-19.
Varios miembros del Congreso de los Estados Unidos anunciaron que sus empleados de oficina y asesores principales visitarían Artsakh para observar las elecciones. El congresista Frank Pallone afirmó que "Queremos resaltar que la democracia funciona en Artsakh y está de acuerdo con todos los estándares de la sociedad libre".
Antes de la segunda vuelta de las elecciones presidenciales, unos 200 manifestantes salieron a las calles de Stepanakert alegando fraude en las elecciones celebradas el 31 de marzo. Los manifestantes pidieron la anulación de los resultados de las elecciones y exigieron la renuncia incondicional del presidente Bako Sahakyan, el jefe de policía Levon Mnatsakanyan y el secretario del Consejo de Seguridad Arshavir Gharamyan, así como nuevas elecciones.

## Resultados

### Presidenciales
El candidato presidencial Arayik Harutyunián quedó primero en la primera vuelta de las elecciones presidenciales. El 14 de abril de 2020 se llevó a cabo una segunda vuelta entre él y el ministro de Relaciones Exteriores en funciones, Masis Mayilyan. Masis Mayilyan hizo un anuncio antes de la segunda vuelta instando al pueblo de Artsaj a no participar en la segunda vuelta de las elecciones para evitar la propagación de COVID-19. Como resultado, la mayoría de los votantes de Mayilyan en la primera vuelta no votaron y la participación en la segunda vuelta disminuyó casi un 30%. Sin embargo, la mayoría de los votantes de Harutyunyan regresaron a las urnas para la segunda vuelta, a pesar del llamado a evitar la propagación de la COVID-19, lo que le dio un amplio margen de victoria en la segunda vuelta.

#### 1.avuelta
|  | 49.17 % |

|  | 26.39 % |

|  | 14.79 % |

|  | 2.55 % |

|  | 2.29 % |

|  | 1.31 % |

|  | 1.01 % |

|  | 0.80 % |

|  | 0.51 % |

|  | 0.28 % |

|  | 0.27 % |

|  | 0.22 % |

|  | 0.22 % |

|  | 0.19 % |

|  | 96.55 % |

|  | 3.45 % |

|  | 72.47 % |

#### 2.avuelta
|  | 88.01 % |

|  | 11.99 % |

|  | 96.02 % |

|  | 3.98 % |

|  | 45.01 % |

### Asamblea Nacional
La Alianza Patria Libre - UCA, Patria Unida, Justicia, ARF y el Partido Demócrata obtuvieron escaños en la Asamblea Nacional. Ningún partido ganó la mayoría de los escaños, lo que significa que es probable que las conversaciones de coalición se lleven a cabo dentro de los partidos.
|  | 40.80 % |

|  | 24.04 % |

|  | 7.98 % |

|  | 6.47 % |

|  | 5.86 % |

|  | 4.60 % |

|  | 2.96 % |

|  | 2.93 % |

|  | 1.80 % |

|  | 1.26 % |

|  | 0.75 % |

|  | 0.55 % |

|  | 96.82 % |

|  | 3.18 % |

|  | 72.45 % |

## Reacciones internacionales
La Unión Europea, la Organización para la Cooperación Islámica, GUAM, el Organización de Estados Turcos, varios gobiernos y embajadas de varios países en Turquía o Azerbaiyán anunció que no reconoció la elección. El presidente de Armenia, Armén Sarkissian, y el primer ministro, Nikol Pashinián, felicitaron al pueblo de Artsaj con motivo de las elecciones.